# 팔라스관코박쥐
팔라스관코박쥐 또는 토레스관코박쥐 또는 북부관코박쥐(Nyctimene cephalotes)는 큰박쥐과에 속하는 박쥐의 일종이다. 인도네시아에서 발견되는 관코과일박쥐의 일종이다. 분포지역이 뉴기니까지 확장되는 것으로 추정되기도 하지만, 오인에 의한 목격일 수도 있다. 한때는 티모르에서도 발견되었지만 서식지 감소로 사라졌다.